# South Australian Open
Il South Australian Open è stato un torneo di tennis che si è disputato al Memorial Drive Park di Adelaide, in Australia. Nel 2007 è stato il primo torneo ad adottare la nuova modalità di tornei sperimentale che vedeva i primi turni con scontro diretto sostituiti da un girone all'italiana. Dal 2009 si è unito all'Australian Women's Hardcourt, torneo femminile di categoria Tier III che fino a quell'anno si è tenuto a Gold Coast, ed è stato spostato a Brisbane prendendo il nome di Brisbane International. Prima dell'Era Open era conosciuto con nome di South Australian Championships. La prima edizione risale al 1889.

## Albo d'oro

### Singolare maschile
| Anno      | Vincitore                   | Finalista                    | Punteggio                  |
| --------- | --------------------------- | ---------------------------- | -------------------------- |
| 1889      | Herbert Edward Hambidge (1) | William R. Hambidge          | 11–2                       |
| 1890      | Herbert Edward Hambidge (2) | John Richard Baker           | 13–10                      |
| 1891      | John Richard Baker (1)      | Herbert Edward Hambidge      | 13–7                       |
| 1892      | John Richard Baker (2)      | Albert Leopold Kaines        | 14–12                      |
| 1893      | David Thomas Harbison (1)   | John Richard Baker           | 6–0, 6–2, 6–2              |
| 1894      | Robert George Bowen (1)     | John Richard Baker           | 6–4, 6–2, 6–1              |
| 1895      | David Thomas Harbison (2)   | Robert George Bowen          | 2–6, 6–1, 6–4, 7–5         |
| 1896      | Robert George Bowen (2)     | David Thomas Harbison        | 6–3, 7–5, 6–4              |
| 1897      | Robert George Bowen (3)     | William Alfred Westhall Lang | 6–2, 7–5, 6–2              |
| 1898      | Robert George Bowen (4)     | William Alfred Westhall Lang | 6–3, 6–0, 6–1              |
| 1899      | Robert George Bowen (5)     | David Thomas Harbison        | 6–3, 3–6, 7–5, 6–1         |
| 1900      | August Kearney              | Robert George Bowen          | 6–3, 6–2, 6–3              |
| 1901      | Robert George Bowen (6)     | Cecil Vincent Heath          | 6–3, 6–3, 6–3              |
| 1902      | Cecil Vincent Heath         | Robert George Bowen          | 2–6, 6–2, 6–1, 6–3         |
| 1903      | Joseph C. Blair             | Cecil Vincent Heath          | 4–6, 6–1, 6–4, 6–3         |
| 1904      | Harry Alabaster Parker (1)  | David Thomas Harbison        | 8–6, 7–5, 6–1              |
| 1905      | Harry Alabaster Parker (2)  | Robert George Bowen          | 6–0, 6–3, 7–5              |
| 1906      | Norman Brookes              | Rodney Heath                 | 6–2, 6–4, 6–2              |
| 1907      | Harry Alabaster Parker (3)  | Roy Taylor                   | 6–3, 2–6, 6–1, 6–4         |
| 1908      | Harry Alabaster Parker (4)  | Robert George Bowen          | 3–6, 10–8, 6–2, 6–0        |
| 1909      | Harry Alabaster Parker (5)  | Robert George Bowen          | 6–2, 7–5, 6–5              |
| 1910      | Rodney Heath                | Harry Alabaster Parker       | 5–7, 6–1, 6–2, 6–2         |
| 1911      | Harry Alabaster Parker (6)  | Roy Taylor                   | 5–7, 6–2, 6–1, 6–2         |
| 1912      | Roy Taylor (1)              | Horace Rice                  | 6–4, 2–6, 6–4, 1–6, 6–1    |
| 1913      | Roy Taylor (2)              | Ronald V. Thomas             | 6–3, 6–4, 6–2              |
| 1914      | Horace Rice (1)             | Roy Taylor                   | 6–3, 5–7, 2–6, 6–1, 6–2    |
| 1915      | Horace Rice (2)             | Ronald V. Thomas             | 7–5, 9–7, 2–6, 6–0         |
| 1916–1918 | Non disputato               | Non disputato                | Non disputato              |
| 1919      | Roy Taylor (3)              | Ashley Campbell              | 6–1, 6–2, 6–1              |
| 1920      | Pat O'Hara Wood (1)         |                              |                            |
| 1921      | Gerald Patterson (1)        | Ronald V. Thomas             | 18–16, 6–3, 1–1 ritiro     |
| 1922      | Gerald Patterson (2)        | Pat O'Hara Wood              | 7–5, 6–2, 2–6, 8–6         |
| 1923      | Gerald Patterson (3)        | Ian D. McInnes               | 6–3, 6–4, 7–5              |
| 1924      | Pat O'Hara Wood (2)         | Garton Hone                  | 6–3, 4–6, 6–1, 6–4         |
| 1925      | Pat O'Hara Wood (3)         | Richard Schlesinger          | 2–6, 1–6, 6–3, 7–5, 6–4    |
| 1926      | Ernest T. Rowe (1)          | S. Gordon Lum                | 6–2, 6–3, 7–5              |
| 1927      | Ernest T. Rowe (2)          | Pat O'Hara Wood              | 5–7, 6–0, 6–3, 6–2         |
| 1928      | Richard Schlesinger         | Garton Hone                  | 6–3, 6–2, 6–2              |
| 1929      | Jack Crawford               | Rupert Shepherd              | 6–1, 6–4, 6–4              |
| 1930      | Don Turnbull                | Rupert Shepherd              | 6–4, 7–9, 6–4, 4–6, 7–5    |
| 1931      | Harry Hopman (1)            | Adrian Quist                 | 6–2, 6–3, 6–3              |
| 1932      | Harry Hopman (2)            | Adrian Quist                 | 6–2, 6–0, 6–3              |
| 1933      | Harry Hopman (3)            | Leonard Schwartz             | 6–4, 5–7, 6–3, 1–6, 10–8   |
| 1934      | Vivian McGrath              | Adrian Quist                 | 6–2, 4–6, 6–3, 7–5         |
| 1935      | John Bromwich (1)           | Donald Turnball              | 6–1, 9–11, 5–7, 6–3, 6–2   |
| 1936      | John Bromwich (2)           | Donald Turnball              | 6–2, 11–9, 6–1             |
| 1937      | Adrian Quist (1)            | Leonard Schwartz             | 6–4, 6–1, 6–1              |
| 1938      | John Bromwich (3)           | Leonard Schwartz             | 9–7, 6–4, 6–1              |
| 1939      | Adrian Quist (2)            | Leonard Schwartz             | 7–5, 6–4, 6–4              |
| 1940      | Adrian Quist (3)            | Harry Hopman                 | 6–3, 7–5, 1–6, 6–1         |
| 1941      | Adrian Quist (4)            | John Bromwich                | 6–2, 6–4, 6–8, 6–4         |
| 1942–1945 | Non disputato               | Non disputato                | Non disputato              |
| 1946      | John Bromwich (4)           | Frank Sedgman                | 6–1, 6–3, 6–1              |
| 1947      | Gardnar Mulloy              | Bill Talbert                 | 6–3, 8–6, 9–7              |
| 1948      | James Brink                 | Eddie Moylan                 | 6–4, 6–4, 6–3              |
| 1949      | Geoff Brown                 | Colin Long                   | 5–7, 6–4, 6–0, 6–4         |
| 1950      | Frank Sedgman (1)           | Jaroslav Drobný              | 6–1, 6–0, 6–2              |
| 1951      | Frank Sedgman (2)           | Arthur Larsen                | 6–3, 6–1, 6–3              |
| 1952      | Rex Hartwig                 | Mervyn Rose                  | 11–9, 2–6, 6–2, 9–11, 7–5  |
| 1953      | Mervyn Rose                 | Vic Seixas                   | 6–4, 3–6, 6–4, 2–6, 11–9   |
| 1954      | Tony Trabert                | Lew Hoad                     | 6–4, 6–2, 6–2              |
| 1955      | Vic Seixas                  | Lennart Bergelin             | 6–3, 7–5, 8–6              |
| 1956 Gen  | Neale Fraser                | Lew Hoad                     | 9–7, 4–6, 5–7, 7–5, 7–5    |
| 1956 Dic  | Ken Rosewall                | Lew Hoad                     | 6–1, 7–5, 6–1              |
| 1957      | Malcolm J. Anderson         | Mervyn Rose                  | 7–5, 6–8, 4–6, 6–2, 6–4    |
| 1958      | Roy Emerson (1)             | Malcolm J. Anderson          | 3–6, 12–10, 10–8, 6–2      |
| 1959      | Lew Hoad                    | Frank Sedgman                | Round Robin                |
| 1960      | Roy Emerson (2)             | Bob Hewitt                   | 6–3, 6–4, 6–3              |
| 1961 Gen  | Rod Laver                   | Mike Sangster                | 11–9, 3–6, 4–6, 14–12, 6–3 |
| 1961 Nov  | Roy Emerson (3)             | Neale Fraser                 | 3–6, 6–2, 6–3, 6–2         |
| 1962      | Roy Emerson (4)             | John Newcombe                | 6–4, 6–2, 6–2              |
| 1963      | John Newcombe (1)           | Dennis Ralston               | 6–1, 6–3, 15–17, 6–1       |
| 1964      | Non disputato               | Non disputato                | Non disputato              |
| 1965 Gen  | John Newcombe (2)           | Tony Roche                   | 6–4, 9–7, 7–5              |
| 1965 Dic  | Arthur Ashe                 | Roy Emerson                  | 7–9, 7–5, 6–0, 6–4         |
| 1966      | John Newcombe (3)           | Fred Stolle                  | 7–5, 6–3, 8–10, 3–6, 6–4   |
| 1967      | John Newcombe (4)           | Tony Roche                   | 6–4, 6–3, 3–6, 11–9        |
| 1968      | Bill Bowrey                 | Allan Stone                  | 6–4, 6–3, 4–6, 6–4         |
| 1969      | Non disputato               | Non disputato                | Non disputato              |
| 1970      | Alex Metreveli (1)          | Ken Fletcher                 | 6–3, 4–6, 6–3, 6–2         |
| 1971      | Non disputato               | Non disputato                | Non disputato              |
| Gen 1972  | Alex Metreveli (2)          | Kim Warwick                  | 6–3, 6–3, 7–6              |
| Dic 1972  | Alex Metreveli (3)          | Colin Dibley                 | 7–5, 5–7, 6–7, 7–6, 6–2    |
| 1973      | Jiří Hřebec                 | Robert Giltinan              | 6–4, 2–6, 6–4, 6–2         |
| 1974      | Björn Borg                  | Onny Parun                   | 6–4, 6–4, 3–6, 6–2         |
| 1975      | Syd Ball                    | John Lloyd                   | 6–4, 7–5, 6–3              |
| 1976      | John James                  | William Durham               | 6–4, 6–4                   |
| 1977 Gen  | Victor Amaya                | Brian Teacher                | 6–1, 6–4, 6–2              |
| 1977 Dic  | Tim Gullikson               | Chris Lewis                  | 3–6, 6–4, 3–6, 6–2, 6–4    |
| 1978      | Torneo fuori dall'ATP Tour  | Torneo fuori dall'ATP Tour   | Torneo fuori dall'ATP Tour |
| 1979      | Kim Warwick                 | Bernard Mitton               | 7–5, 6–4                   |
| 1980      | Torneo fuori dall'ATP Tour  | Torneo fuori dall'ATP Tour   | Torneo fuori dall'ATP Tour |
| 1981      | Mark Edmondson              | Brad Drewett                 | 7–5, 6–2                   |
| Gen. 1982 | Rod Frawley                 | Lloyd Bourne                 | 2–6, 6–3, 6–2              |
| Dic. 1982 | Mike Bauer (1)              | Chris Johnstone              | 4–6, 7–6, 6–2              |
| 1983      | Mike Bauer (2)              | Miloslav Mečíř               | 3–6, 6–4, 6–1              |
| 1984      | Peter Doohan                | Huub van Boeckel             | 1–6, 6–1, 6–4              |
| 1985      | Eddie Edwards               | Peter Doohan                 | 6–2, 6–4                   |
| 1986      | Non disputato               | Non disputato                | Non disputato              |
| 1987      | Wally Masur                 | Bill Scanlon                 | 6–4, 7–6                   |
| 1988      | Mark Woodforde (1)          | Wally Masur                  | 6–2, 6–4                   |
| 1989      | Mark Woodforde (2)          | Patrik Kühnen                | 7–5, 1–6, 7–5              |
| 1990      | Thomas Muster               | Jimmy Arias                  | 3–6, 6–2, 7–5              |
| 1991      | Nicklas Kulti (1)           | Michael Stich                | 6–3, 1–6, 6–2              |
| 1992      | Goran Ivanišević            | Christian Bergström          | 1–6, 7–6(5), 6–4           |
| 1993      | Nicklas Kulti (2)           | Christian Bergström          | 3–6, 7–5, 6–4              |
| 1994      | Evgenij Kafel'nikov (1)     | Aleksandr Volkov             | 6–4, 6–3                   |
| 1995      | Jim Courier                 | Arnaud Boetsch               | 6–2, 7–5                   |
| 1996      | Evgenij Kafel'nikov (2)     | Byron Black                  | 7–6(0), 3–6, 6–1           |
| 1997      | Todd Woodbridge             | Scott Draper                 | 6–2, 6–1                   |
| 1998      | Lleyton Hewitt (1)          | Jason Stoltenberg            | 3–6, 6–3, 7–6(4)           |
| 1999      | Thomas Enqvist              | Lleyton Hewitt               | 4–6, 6–1, 6–2              |
| 2000      | Lleyton Hewitt (2)          | Thomas Enqvist               | 3–6, 6–3, 6–2              |
| 2001      | Tommy Haas                  | Nicolás Massú                | 6–3, 6–1                   |
| 2002      | Tim Henman                  | Mark Philippoussis           | 6–4, 6(6)–7, 6–3           |
| 2003      | Nikolaj Davydenko           | Kristof Vliegen              | 6–2, 7–6(3)                |
| 2004      | Dominik Hrbatý              | Michaël Llodra               | 6–4, 6–0                   |
| 2005      | Joachim Johansson           | Taylor Dent                  | 7–5, 6–3                   |
| 2006      | Florent Serra               | Xavier Malisse               | 6–3, 6–4                   |
| 2007      | Novak Đoković               | Chris Guccione               | 6–3, 6(6)–7, 6–4           |
| 2008      | Michaël Llodra              | Jarkko Nieminen              | 6–3, 6–4                   |

### Doppio maschile
| Anno      | Vincitori                              | Finalisti                        | Punteggio                  |
| --------- | -------------------------------------- | -------------------------------- | -------------------------- |
| Gen 1972  | John Cooper Colin Dibley (1)           | Alex Metreveli Ross Case         | 6–7, 6–2, 7–6, 4–6, 6–0    |
| Dic 1972  | Ross Case Geoff Masters                | Alex Metreveli Teimuraz Kukuliya | 3–6, 7–6, 6–4, 6–4         |
| 1973      | Bob Giltinan Syd Ball                  | Milan Holeveck Ross Case         | 3 set a 0                  |
| 1974      |                                        |                                  |                            |
| 1975      | Torneo fuori dall'ATP Tour             | Torneo fuori dall'ATP Tour       | Torneo fuori dall'ATP Tour |
| 1976      | Torneo fuori dall'ATP Tour             | Torneo fuori dall'ATP Tour       | Torneo fuori dall'ATP Tour |
| Gen 1977  | Cliff Letcher (1) Dick Stockton (1)    | Syd Ball Kim Warwick             | 6–3, 4–6, 6–4              |
| Dic 1977  | Cliff Letcher (2) Dick Stockton (2)    | Syd Ball Kim Warwick             | 6–3, 6–4                   |
| 1978      | Torneo fuori dall'ATP Tour             | Torneo fuori dall'ATP Tour       | Torneo fuori dall'ATP Tour |
| 1979      | Colin Dibley (2) John James            | John Alexander Phil Dent         | 6–7, 7–6, 6–4              |
| 1980      | Torneo fuori dall'ATP Tour             | Torneo fuori dall'ATP Tour       | Torneo fuori dall'ATP Tour |
| 1981      | Colin Dibley (3) Chris Kachel          | Eddie Edwards Craig Edwards      | 6–3, 6–4                   |
| Gen. 1982 | Mark Edmondson (1) Kim Warwick (1)     | Andrew Jarrett Jonathan Smith    | 7–5, 4–6, 7–6              |
| Dic. 1982 | Pat Cash Chris Johnstone               | Broderick Dyke Wayne Hampson     | 6–3, 6–7, 7–6              |
| 1983      | Craig A. Miller Eric Sherbeck          | Broderick Dyke Rod Frawley       | 6–3, 4–6, 6–4              |
| 1984      | Broderick Dyke Wally Masur             | Peter Doohan Brian Levine        | 4–6, 7–5, 6–1              |
| 1985      | Mark Edmondson (2) Kim Warwick (2)     | Nelson Aerts Tomm Warneke        | 6–4, 6–4                   |
| 1986      | Non disputato                          | Non disputato                    | Non disputato              |
| 1987      | Ivan Lendl Bill Scanlon                | Peter Doohan Laurie Warder       | 6–7, 6–3, 6–4              |
| 1988      | Darren Cahill Mark Kratzmann (1)       | Carl Limberger Mark Woodforde    | 4–6, 6–2, 7–5              |
| 1989      | Neil Broad Stefan Kruger (1)           | Mark Kratzmann Glenn Layendecker | 6–2, 7–6                   |
| 1990      | Andrew Castle Nduka Odizor             | Alexander Mronz Michiel Schapers | 7–6, 6–2                   |
| 1991      | Wayne Ferreira Stefan Kruger (2)       | Paul Haarhuis Mark Koevermans    | 6–4, 4–6, 6–4              |
| 1992      | Goran Ivanišević Marc Rosset           | Mark Kratzmann Jason Stoltenberg | 7–6, 7–6                   |
| 1993      | Todd Woodbridge (1) Mark Woodforde (1) | John Fitzgerald Laurie Warder    | 6–4, 7–5                   |
| 1994      | Mark Kratzmann (2) Andrew Kratzmann    | David Adams Byron Black          | 6–4, 6–3                   |
| 1995      | Jim Courier Patrick Rafter (1)         | Byron Black Grant Connell        | 7–6, 6–4                   |
| 1996      | Todd Woodbridge (2) Mark Woodforde (2) | Jonas Björkman Tommy Ho          | 7–5, 7–6                   |
| 1997      | Patrick Rafter (2) Bryan Shelton       | Todd Woodbridge Mark Woodforde   | 6–4, 1–6, 6–3              |
| 1998      | Joshua Eagle Andrew Florent            | Ellis Ferreira Rick Leach        | 6–4, 6–7, 6–3              |
| 1999      | Gustavo Kuerten Nicolás Lapentti       | Jim Courier Patrick Galbraith    | 6–4, 6–4                   |
| 2000      | Mark Woodforde (3) Todd Woodbridge (3) | Lleyton Hewitt Sandon Stolle     | 6–4, 6–2                   |
| 2001      | David Macpherson Grant Stafford        | Wayne Arthurs Todd Woodbridge    | 6(5)–7, 6–4, 6–4           |
| 2002      | Wayne Black Kevin Ullyett              | Bob Bryan Mike Bryan             | 7–5, 6–2                   |
| 2003      | Jeff Coetzee Chris Haggard             | Maks Mirny Jeff Morrison         | 2–6, 6–4, 7–6(7)           |
| 2004      | Bob Bryan Mike Bryan                   | Arnaud Clément Michaël Llodra    | 7–5, 6–3                   |
| 2005      | Xavier Malisse Olivier Rochus          | Simon Aspelin Todd Perry         | 7–6(5), 6–4                |
| 2006      | Jonathan Erlich Andy Ram               | Paul Hanley Kevin Ullyett        | 7–6(4), 7–6(10)            |
| 2007      | Wesley Moodie Todd Perry               | Novak Đoković Radek Štěpánek     | 6–3, 4–6, [15–13]          |
| 2008      | Martín García Marcelo Melo             | Chris Guccione Robert Smeets     | 6–3, 3–6, [10–7]           |

### Singolare femminile
| Anno     | Campionessa                 | Finalista                  | Punteggio       |
| -------- | --------------------------- | -------------------------- | --------------- |
| Gen 1972 | Evonne Goolagong (1)        | Ol'ga Morozova             | 7–6, 6–3        |
| Dic 1972 | Evonne Goolagong Cawley (2) | Kerry Harris               | 6–1, 6–2        |
| 1973     | Janet Young                 | Dianne Fromholtz Balestrat | 7–5, 6–1        |
| 1974     | Ol'ga Morozova              | Evonne Goolagong           | 7–6, 2–6, 6–2   |
| 1975     | Sue Barker                  | Helga Masthoff             | 6–2, 6–1        |
| 1976     | Chris O'Neil                | Nerida Gregory             | 3–6, 6–4, 6–0   |
| 1978     | Kerry Reid                  | Beth Norton                | 7–5, 6–7, 6–1   |
| 1979     | Hana Mandlíková             | Virginia Ruzici            | 7–5, 2–2 ritiro |
| 1988     | Jana Novotná                | Jana Pospíšilová           | 7–5, 6–4        |

### Doppio femminile
| Anno     | Campionesse                         | Finalista                                        | Punteggio     |
| -------- | ----------------------------------- | ------------------------------------------------ | ------------- |
| Gen 1972 | Evonne Goolagong (1) Ol'ga Morozova | Marilyn Tesch Kerry Ballard                      | 6–3, 6–0      |
| Dic 1972 | Yevgenia Biriukova Janet Young (1)  | Evonne Goolagong Cawley Helen Gourlay-Cawley     | 6–3 6–2       |
| 1973     | Janet Young (2) Janet Fallis        | Jenny Dimond-Gardiner Dianne Fromholtz Balestrat | 7–6, 6–3      |
| 1974     | Evonne Goolagong (2) Peggy Michel   | Martina Navrátilová Kazuko Sawamatsu             | 6–3, 4–6, 7–5 |
| 1975     | Sue Barker Michelle Tyler-Wilson    | Kym Ruddell Janet Young                          | 7–5, 6–3      |
| 1976     | Nerida Gregory Rosalyn McCann       | Elizabeth Little Keryn Pratt                     | 6–3, 6–2      |
| 1978     | Lesley Hunt Sharon Walsh            | Ilana Kloss Marise Kruger                        | 6–2, 6–2      |
| 1979     | Hana Mandlíková Virginia Ruzici     | Sue Barker Pam Shriver                           | 6–1, 3–6, 6–2 |
| 1988     | Sylvia Hanika Claudia Kohde Kilsch  | Lori McNeil Jana Novotná                         | 7–5, 6–7, 6–4 |